# Beker van de Comoren
De Beker van de Comoren is het nationale voetbalbekertoernooi van de Comorendat wordt georganiseerd door de Fédération Comorienne de Football. Het toernooi ging van start in 1979 en wordt volgens het knock-outsysteem gespeeld.

## Finales
N.B. De editie van 2008/09 was de 22e editie; onbekend is in welke jaren geen bekertoernooi plaatsvond en van welke jaren de bekerwinnaar onbekend is.
* 1992: er waren twee bekercompetities (finales), een over seizoen 1991/1992, een in 1992
* 2007: er waren twee bekercompetities (finales), een over seizoen 2006/2007, een in 2007
* 2009: er waren twee bekercompetities (finales), een over seizoen 2008/2009, een in 2009
* 2012: er waren twee bekercompetities (finales), een over seizoen 2011/2012, een in 2012
Algerije ·
Angola ·
Benin ·
Botswana ·
Burkina Faso ·
Burundi ·
Centraal-Afrikaanse Republiek ·
Comoren ·
Congo-Brazzaville ·
Congo-Kinshasa ·
Djibouti ·
Egypte ·
Equatoriaal-Guinea ·
Ethiopië ·
Gabon ·
Gambia ·
Ghana ·
Guinee ·
Guinee-Bissau ·
Ivoorkust ·
Kameroen ·
Kenia ·
Lesotho ·
Liberia ·
Libië ·
Madagaskar ·
Mali ·
Marokko ·
Mauritanië ·
Mauritius ·
Mozambique ·
Namibië ·
Niger ·
Nigeria ·
Oeganda ·
Réunion ·
Rwanda ·
Sao Tomé en Principe ·
Senegal ·
Seychellen ·
Sierra Leone ·
Soedan ·
Somalië ·
Swaziland ·
Tanzania ·
Togo ·
Tsjaad ·
Tunesië ·
Zambia ·
Zimbabwe ·
Zuid-Afrika